# Doudeauville (Seine-Maritime)
Pour les articles homonymes, voir Doudeauville.
Doudeauville est une commune française située dans le département de la Seine-Maritime en région Normandie.

## Géographie
|                   | Haussez                |                      |
| Ménerval          | Doudeauville           | Villers-Vermont Oise |
| Dampierre-en-Bray | Gancourt-Saint-Étienne |                      |

Doudeauville, qui a un centre groupé pratiquement en une seule rue, a un hameau « les Ravines » et deux lieudits « la Huchette »  et « la Ferme d'Obus » qui a la particularité d'être relié à Doudeauville par la D 8 par une route faisant partie de la commune de Villers-Vermont Oise de même que l'enclave foncière se trouvant autour de la ferme d'Obus puisque autour de celle-ci si l'on regarde la carte, il faut trouver la brêche la reliant à Doudeauville qui n'est pas clairement définie à la suite du rattachement de certaines communes du pays de Bray au diocèse de Beauvais. Villers-Vermont a plusieurs sections foncières qui peuvent représenter une cinquantaine d'hectares en plus ou en moins. La Ferme d'Obus autrefois composée d'une seule ferme qui ne l'est plus est voisine d'une autre ferme qui a été créée et qui a disparu elle aussi et devenant une maison d'habitation.

### Hydrographie
La commune est située dans le bassin Seine-Normandie. Elle est drainée par l'Epte,.
L'Epte, d'une longueur de 113 km, prend sa source dans la commune de Compainville et se jette  dans la Seine à Notre-Dame-de-la-Mer, après avoir traversé 44 communes. 

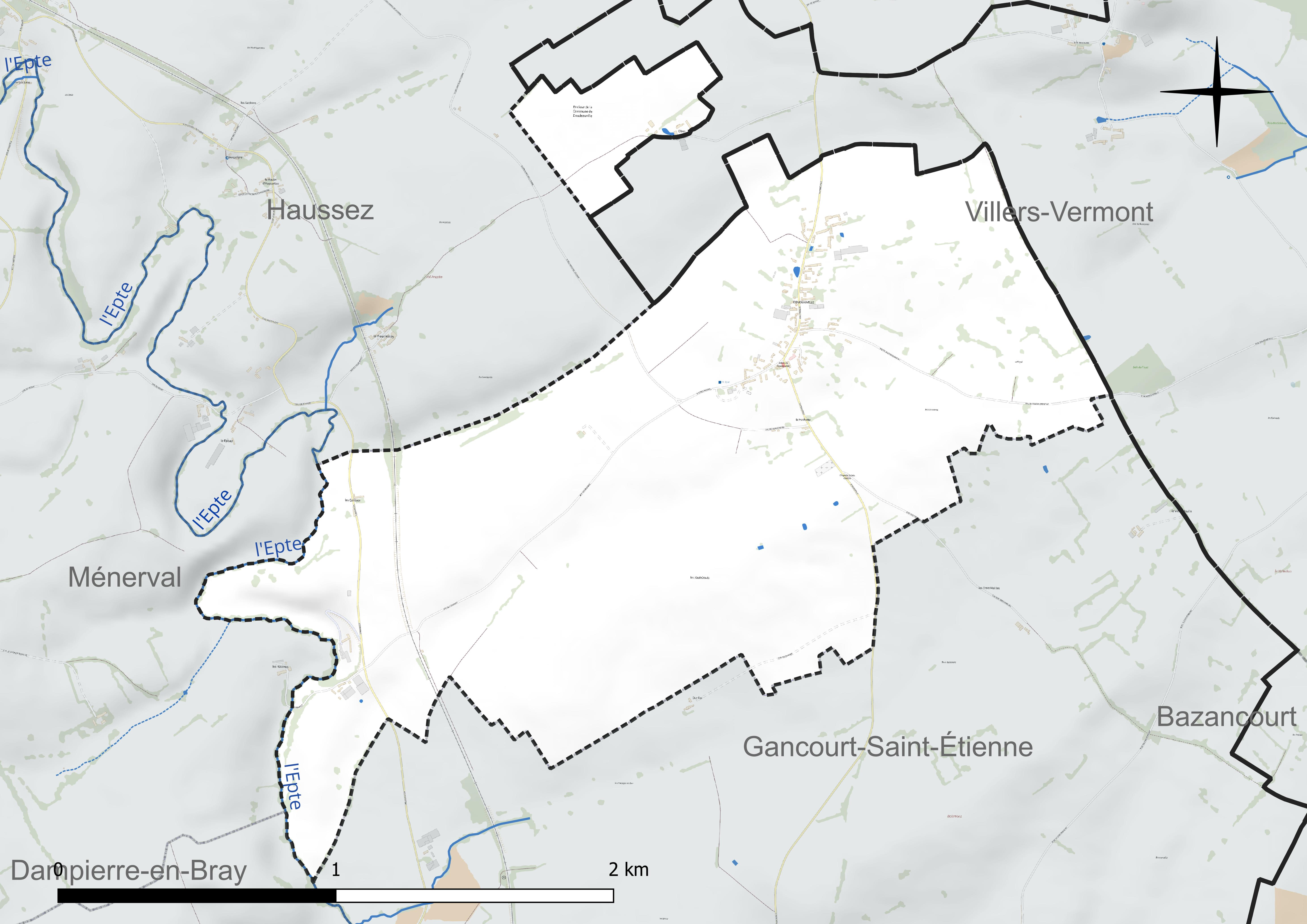
Réseau hydrographique de Doudeauville.

### Climat
Pour des articles plus généraux, voir Climat de la Normandie et Climat de la Seine-Maritime.
En 2010, le climat de la commune est de type climat océanique altéré, selon une étude du CNRS s'appuyant sur une série de données couvrant la période 1971-2000. En 2020, Météo-France publie une typologie des climats de la France métropolitaine dans laquelle la commune est exposée à un climat océanique et est dans la région climatique Côtes de la Manche orientale, caractérisée par un faible ensoleillement (1 550 h/an) ; forte humidité de l’air (plus de 20 h/jour avec humidité relative > 80 % en hiver), vents forts fréquents. Parallèlement le GIEC normand, un groupe régional d’experts sur le climat, différencie quant à lui, dans une étude de 2020, trois grands types de climats pour la région Normandie, nuancés à une échelle plus fine par les facteurs géographiques locaux. La commune est, selon ce zonage, exposée à un « climat contrasté des collines », correspondant au Pays de Bray, bien arrosé et frais.
Pour la période 1971-2000, la température annuelle moyenne est de 9,7 °C, avec une amplitude thermique annuelle de 13,8 °C. Le cumul annuel moyen de précipitations est de 859 mm, avec 12,7 jours de précipitations en janvier et 8,6 jours en juillet. Pour la période 1991-2020, la température moyenne annuelle observée sur la station météorologique la plus proche, située sur la commune de Forges-les-Eaux à 12 km à vol d'oiseau, est de 10,7 °C et le cumul annuel moyen de précipitations est de 860,1 mm,. Pour l'avenir, les paramètres climatiques de la commune estimés pour 2050 selon différents scénarios d’émission de gaz à effet de serre sont consultables sur un site dédié publié par Météo-France en novembre 2022.

## Urbanisme

### Typologie
Au 1er janvier 2024, Doudeauville est catégorisée commune rurale à habitat dispersé, selon la nouvelle grille communale de densité à sept niveaux définie par l'Insee en 2022.
Elle est située hors unité urbaine. Par ailleurs la commune fait partie de l'aire d'attraction de Gournay-en-Bray, dont elle est une commune de la couronne,. Cette aire, qui regroupe 21 communes, est catégorisée dans les aires de moins de 50 000 habitants,.

### Occupation des sols
L'occupation des sols de la commune, telle qu'elle ressort de la base de données européenne d’occupation biophysique des sols Corine Land Cover (CLC), est marquée par l'importance des territoires agricoles (93,7 % en 2018), une proportion identique à celle de 1990 (93,7 %). La répartition détaillée en 2018 est la suivante : 
terres arables (55,4 %), prairies (38,4 %), zones urbanisées (6,3 %). L'évolution de l’occupation des sols de la commune et de ses infrastructures peut être observée sur les différentes représentations cartographiques du territoire : la carte de Cassini (XVIIIe siècle), la carte d'état-major (1820-1866) et les cartes ou photos aériennes de l'IGN pour la période actuelle (1950 à aujourd'hui).

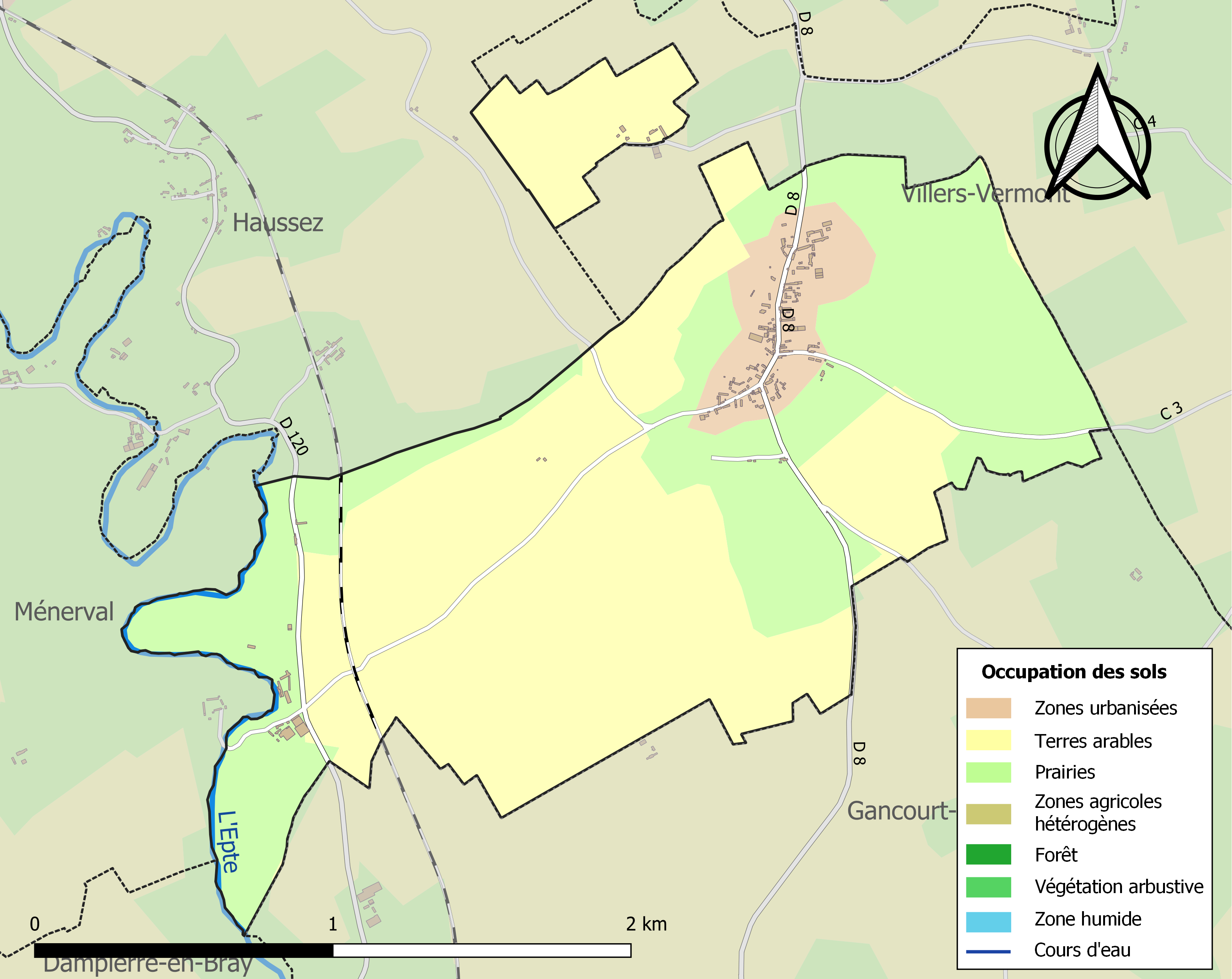
Carte des infrastructures et de l'occupation des sols de la commune en 2018 (CLC).

## Toponymie
Le nom de la localité est attesté sous les formes Dudelvilla en 1152, Doudiauvilla en 1321.
Il s'agit d'une formation toponymique médiévale en -ville au sens ancien de « domaine rural », dont le premier élément Doudeau- (Dudel-) représente un anthroponyme selon le cas général,.
Il existe deux hypothèses principales pour expliquer ce nom de personne, les deux ayant en commun le thème pangermanique DOD : soit Dodilo, issu du germanique continental, soit *Doddelus, variante non attestée du premier. Il existe un anthroponyme Duddel, Doddel issu de l'[anglo-]saxon.
Remarque : on attendrait plutôt un amuïssement du [d] intervocalique dans Dodilo, d'où *Doilville, *Doelville, ce qui conduit François de Beaurepaire à proposer une variante avec un double /d/. Il existe au moins deux autres Doudeauville : Doudeauville-en-Vexin (Dudelvilla XIIe siècle) dans l'Eure et Doudeauville (Doudelvilla 1232) dans le Pas-de-Calais.

## Histoire
Doudeauville rattachée à la Picardie en 1789  - députés : Pierre Guillotte le jeune, Antoine Guillotte.
Comparants : Pierre-Jacques Guillotte, Pierre-Antoine Le 
Goix, Jean Nourtier, André LeCaulle, Pierre Langlois, Pierre 
Le CauUe, Gilles Devambez, Antoine Grito, Antoine Fossé, 
François Le Vasseur, Nicolas Le Goix, Nicolas Duriez, Étienne 
Le Goix, Pierre Guillotte le jeune, Antoine Guillotte, 
Pierre Devambez, Jean Le Roux, Pierre-Louis Deformerie, 
Pierre Fossé, Quentin Beaudoin, Nicolas Bourgois, veuve 
Philippart, veuve François Langlois, veuve Nicolas Thioux, 
Charlotte Duriez, au défaut de son mari, Marie-Eose de la Porte 
au défaut de son mari, veuve François Langlois la jeune, veuve 
Pierre Malaincourt, veuve Nicolas Monier, veuve Charles 
Duchaussoix, Pierre Carpentier, Jean Carpentier.
Le Cahier de doléances a été retrouvé mais en photo pas moyen de le publier.
Histoire de la famille de Mercastel dont plusieurs de ses membres ont été seigneur de Doudeauville et propriétaire de différentes fermes encore existantes, dont la Ferme Picarde et la Ferme Normande. Les autres fermes s'appellent la Ferme d'Obus et la Ferme des Ravines.

## Politique et administration
| Période                                  | Période                    | Identité          | Étiquette | Qualité                                  |
| ---------------------------------------- | -------------------------- | ----------------- | --------- | ---------------------------------------- |
| Les données manquantes sont à compléter. |                            |                   |           |                                          |
|                                          |                            | Adrien Philippart |           |                                          |
|                                          |                            | Henri Maneché     |           |                                          |
|                                          |                            | Emile Ménage      |           |                                          |
|                                          |                            | Antonin Dubos     |           |                                          |
|                                          |                            | Jules Guillotte   |           |                                          |
|                                          |                            | Jean Savoye       |           |                                          |
| Les données manquantes sont à compléter. |                            |                   |           |                                          |
| juin 1995                                | En cours (au 10 août 2020) | Mickaël Beuvin    |           | Retraité Réélu pour le mandat 2020-2026, |

## Démographie
L'évolution du nombre d'habitants est connue à travers les recensements de la population effectués dans la commune depuis 1793. Pour les communes de moins de 10 000 habitants, une enquête de recensement portant sur toute la population est réalisée tous les cinq ans, les populations de référence des années intermédiaires étant quant à elles estimées par interpolation ou extrapolation. Pour la commune, le premier recensement exhaustif entrant dans le cadre du nouveau dispositif a été réalisé en 2005.

En 2022, la commune comptait 110 habitants, en évolution de +25 % par rapport à 2016 (Seine-Maritime : +0,35 %, France hors Mayotte : +2,11 %).
| 1793 | 1800 | 1806 | 1821 | 1831 | 1836 | 1841 | 1846 | 1851 |
| ---- | ---- | ---- | ---- | ---- | ---- | ---- | ---- | ---- |
| 134  | 150  | 225  | 209  | 222  | 225  | 221  | 194  | 179  |

| 1856 | 1861 | 1866 | 1872 | 1876 | 1881 | 1886 | 1891 | 1896 |
| ---- | ---- | ---- | ---- | ---- | ---- | ---- | ---- | ---- |
| 185  | 201  | 204  | 208  | 220  | 204  | 202  | 187  | 172  |

| 1901 | 1906 | 1911 | 1921 | 1926 | 1931 | 1936 | 1946 | 1954 |
| ---- | ---- | ---- | ---- | ---- | ---- | ---- | ---- | ---- |
| 171  | 177  | 172  | 152  | 170  | 148  | 148  | 139  | 111  |

| 1962 | 1968 | 1975 | 1982 | 1990 | 1999 | 2005 | 2006 | 2010 |
| ---- | ---- | ---- | ---- | ---- | ---- | ---- | ---- | ---- |
| 128  | 108  | 102  | 72   | 68   | 81   | 92   | 96   | 93   |

| 2015 | 2020 | 2022 | - | - | - | - | - | - |
| ---- | ---- | ---- | - | - | - | - | - | - |
| 89   | 104  | 110  | - | - | - | - | - | - |

## Culture locale et patrimoine

### Lieux et monuments
- Église Saint-Aubin : déjà présente au Xe siècle, son existence est confirmée au XIIe siècle. Dès l'an 1138, avant son départ pour la Terre Sainte, Hugues de Chaumont, connétable de France, en donna les dîmes à l'abbaye de Saint-Germer.

À l'époque, Doudeauville appartenait à la famille de Mercastel qui possédait un château à proximité...
Aujourd'hui, une dalle funéraire, dans la nef, marque la sépulture de Jacques de la Houssaye (1563-1648), alors propriétaire du manoir du centre. Il repose auprès de sa femme Catherine de Chau.
À voir aussi : les autels Renaissance surmontés d'un baldaquin de part et d'autre de l'entrée du chœur, et le tableau du retable, une évocation de la mort de saint Étienne, lapidé à Jérusalem vers l'an 37.
- Chapelle Sainte-Clothilde.

### Personnalités liées à la commune
- L'abbé Pierre Guillotte, né à Doudeauville le 6 février 1625, décédé le 1er décembre 1672, vicaire à Maignelay (60) puis curé de Saint Maur (60) le 13 février 1654.